# Rustavi (Kurta)
Rustavi (en georgiano: რუსთავი) o Rustau (en osetio: Рустау) es un pueblo que pertenece a la parcialmente reconocida República de Osetia del Sur, parte del distrito de Tsjinval, aunque de iure pertenece al municipio de Kurta de la región de Iberia Interior de Georgia.

## Geografía
Rustavi se encuentra a orillas del río Froni Oriental, a 17 km de Tsjinvali.  

## Historia
Una expedición de reconocimiento de Shida Kartli en 1955 descubrió una colina con un asentamiento del final de la Edad del Bronce en Rustavi.
La aldea se menciona en el censo del príncipe Juan de Georgia de 1794-1799. Según datos de 1847, estaba incluida entre las aldeas de la garganta de Kornisi y estaba habitada por osetios.
De 1922 a 1990, formó parte del distrito de Tsjinval del óblast autónomo de Osetia del Sur. De 1990 a 2006, formó parte del raión de Kareli y, desde 2006, forma parte del municipio de Kurta. Durante la guerra de Osetia del Sur de 1991-1992, las autoridades osetias lograron controlar el pueblo y los georgianos huyeron del lugar. 

## Demografía
La evolución demográfica de Rustavi entre 1916 y 2015 fue la siguiente:
| 112                                                      | 533 | 383 | 303 | 249 | 160 | 202 |
| (Fuente: Population of South Ossetia since Soviet times) |     |     |     |     |     |     |

Según el censo soviético de 1959, la mayoría de la población local eran osetios.  En el censo ruso de 1916, la composición étnica del pueblo era la siguiente:
|              | 1916      | 1916       |
| Grupo étnico | Población | Porcentaje |
| ------------ | --------- | ---------- |
| Georgianos   | 9         | 8%         |
| Osetios      | 103       | 92%        |
| Total        | 112       | 100%       |